# 斯廷卡 (庫皮揚斯克區)
斯廷卡（烏克蘭語：Стінка），是烏克蘭東部哈爾科夫州庫皮揚斯克區库皮扬斯克市镇内的村落，處於謝涅克河左岸，距離奧西諾沃2公里，始建於1937年，面積0.04平方公里，海拔高度127米，2001年人口11。